# William Nicol (géologue)
Pour les articles homonymes, voir Nicol.

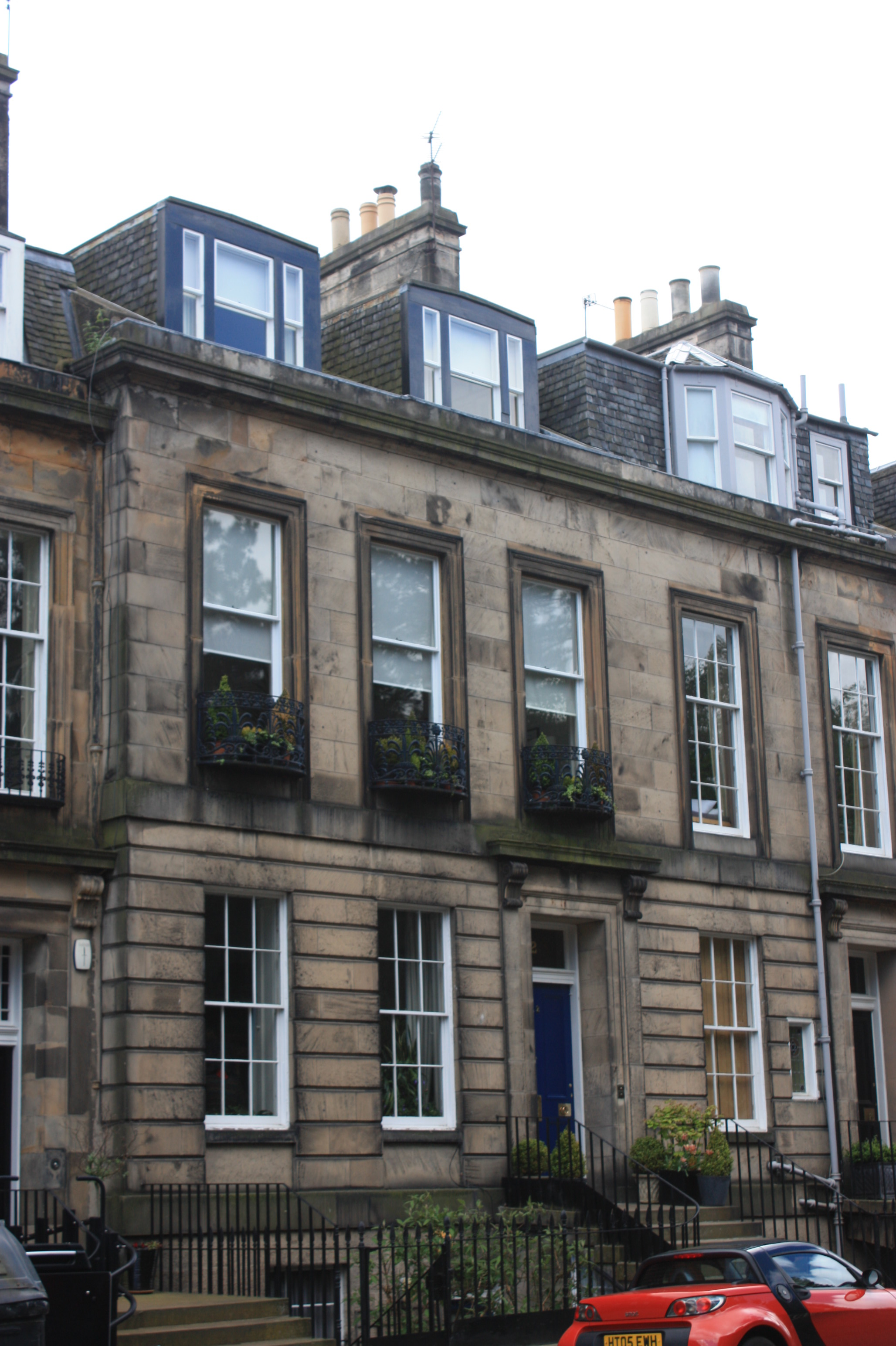
Maison de Nicol à Edimbourg.

William Nicol (1768 ou 1770 suivant les sources) - 1851) est un physicien et géologue écossais né à Humbie (East Lothian). Il a inventé, en 1828, le premier instrument d'optique permettant d'obtenir de la lumière de polarisation rectiligne, maintenant appelé prisme de Nicol.

## Biographie
William Nicol fait ses débuts comme assistant de son oncle aveugle, Henry Moyes, conférencier itinérant en sciences naturelles,.

Il poursuit dans ce domaine et devient conférencier à l'université d'Édimbourg en 1808. Il s'installe donc à Édimbourg où il vit retiré de la société.
Il étudie l'optique cristalline ce qui lui permettra de mettre au point le prisme qui porte son nom.
En 1815, Nicol développa une méthode de préparation de lamelles extrêmement fines de cristaux ou de roches afin de les étudier au microscope. Sa technique permet de visualiser les matériaux par la lumière qu'ils transmettaient plutôt que par la lumière qu'ils réfléchissaient. Leurs structures internes pouvaient alors être observées. Dans ses recherches, il utilise cette technique pour étudier les inclusions de fluides dans les cristaux et la structure microscopique de bois fossile,,.
Nicol trouva un ingénieux moyen de séparer la composante ordinaire de la composante extraordinaire d'un rayon lumineux traversant un cristal optiquement anisotrope. Il fabriqua son prisme en coupant un parallélépipède de spath d'Islande (variété transparente de calcite appelée calcite optique) le long de sa plus courte diagonale puis en accolant les deux moitiés à l'aide de baume du Canada,. Cet instrument a permis de faciliter l'étude de la réfraction et de la polarisation de la lumière et a été utilisé plus tard pour étudier les structures des molécules et notamment de leur activité optique.
Il ne publia aucune de ses recherches avant 1826.
Il décède à Édimbourg, le 2 septembre 1851 et est inhumé au cimetière de Warriston. Une plaque commémorative a été apposée dans le cimetière pour honorer la mémoire du scientifique écossais (cf photographie).